# Bastian Hagen
Bastian Hagen (* 1991 in Vaduz, Fürstentum Liechtenstein) ist ein deutscher Theater- und Filmschauspieler.

## Leben
Bastian Hagen wuchs in Hamburg auf.  Er absolvierte sein Schauspielstudium von 2012 bis 2016 an der Otto-Falckenberg Schule in München. Während des Studiums gastierte er an den Münchner Kammerspielen. Nach Beendigung des Schauspielstudiums wurde Bastian festes Ensemblemitglied am Theater Bremen.
2016 verkörperte er an der Seite von Fahri Yardim und Sylvia Hoeks die Rolle „Flo“ in dem Liebesdrama Whatever Happens von Regisseur Niels Laupert. Im gleichen Jahr übernahm Bastian in dem HFF Abschlussfilm „Blauhimmel“ von Camilla Guttner eine Rolle. 2018 übernahm Bastian die Rolle des Unternehmensberaters Sievers in der Komödie Wie gut ist deine Beziehung? mit Julia Koschitz und Friedrich Mücke in den Hauptrollen. Zuletzt verkörperte Hagen den Rapper Marc Jessner in der neuen Staffel von SOKO Stuttgart und spielte bei SOKO Hamburg mit.
Bastian Hagen lebt in Hamburg.

## Filmografie
- 2008: Vatersorgen (Kurzfilm)
- 2009: Die Pfefferkörner (Fernsehserie)
- 2015: Tatort - Mia san jetz da wo’s weh tut (Fernsehserie)
- 2016: Whatever Happens (Kinofilm)
- 2016: Blauhimmel (Kinofilm)
- 2016: Arzt mit Nebenwirkung (Fernsehfilm)
- 2016: Close (Kurzfilm)
- 2018: Wie gut ist deine Beziehung? (Kinofilm)
- 2018: Die Affäre Borgward (Doku-Spielfilm)
- 2020: SOKO Stuttgart: Nachts im Museum (Fernsehserie)
- 2022: SOKO Hamburg: Die letzte Schicht (Fernsehserie)
- 2023: Mein Falke (Fernsehfilm)

## Theater
- 2013: Schnapsbudenbestien Folge 4: Nana, Regie: Matthias Günther, Münchner Kammerspiele
- 2014: Trunkener Prozess, Regie: Pia Richter, Münchner Kammerspiele
- 2015: Das Vorsprechen, Regie: Boris Nikitin, Münchner Kammerspiele
- 2015: Glow!Box BRD, Regie: Jorinde Dröse, Münchner Kammerspiele
- 2017: Tartufe, Regie: Samuel Weis, Theater Bremen
- 2017: Väter und Söhne, Regie: Klaus Schumacher, Theater Bremen
- 2017: Fremdes Haus, Regie: Alize Zandwijk, Theater Bremen
- 2017: Ödipus/Antigone, Regie: Felix Rothenhäusler, Theater Bremen
- 2018: Lazarus, Regie: Tom Ryser, Theater Bremen
- 2018: Der Schimmelreiter, Regie: Alize Zandwijk, Theater Bremen
- 2018: Hier Bin ich, Regie: Felix Rothenhäusler, Theater Bremen
- 2018: Auferstehung, Regie: Alize Zandwijk, Theater Bremen
- 2018: Shirin und Leif, Regie: Michael Talke, Theater Bremen

## Hörspiele (Auswahl)
- 2017: Katharina Neuschaefer: Elvis im Wunderland: Elvis und der Fliegende Holländer (Matrose 4) - Regie:	Leonhard Huber (Hörspielbearbeitung, Kinderhörspiel, Musikalisches Hörspiel - BR)

## Weitere Quellen
- Bastian Hagen bei schauspielervideos.de
- Bastian Hagen, Vita. Otto-Falckenberg Schule
- Bastian Hagen, Vita. Theater Bremen
- Bastian Hagen Agentur Fischer und Partner

| Personendaten    | Personendaten                                       |
| ---------------- | --------------------------------------------------- |
| NAME             | Hagen, Bastian                                      |
| ALTERNATIVNAMEN  | Hagen, Bastian Vincent Gerhard (vollständiger Name) |
| KURZBESCHREIBUNG | deutscher Theater- und Filmschauspieler             |
| GEBURTSDATUM     | 1991                                                |
| GEBURTSORT       | Vaduz, Fürstentum Liechtenstein                     |